# Gymnetis caseyi
Gymnetis caseyi är en skalbaggsart som beskrevs av Franz Antoine 2001. Gymnetis caseyi ingår i släktet Gymnetis och familjen Cetoniidae. Inga underarter finns listade i Catalogue of Life.